# Tylophora forrestii
Tylophora forrestii là một loài thực vật có hoa trong họ La bố ma. Loài này được M.E. Gilbert & P.T. Li miêu tả khoa học đầu tiên năm 1995.